# Centrum Wsparcia Teleinformatycznego Sił Zbrojnych
Centrum Wsparcia Teleinformatycznego Sił Zbrojnych im. płk. prof. Kazimierza Drewnowskiego (CWT SZ; JW 3211, Al. Żwirki i Wigury 9/13) – instytucja podległa Inspektoratowi Systemów Informacyjnych służąca zapewnieniu łączności najważniejszym instytucjom wojskowym w Polsce.

## Zadania
Głównym zadaniem Centrum jest zapewnienie łączności dla:
- Ministra Obrony Narodowej
- Instytucji Ministerstwa Obrony Narodowej w tym dla Sztabu Generalnego WP
- Dowództwa Wojsk Lądowych
- Dowództwa Operacyjnego
- Dowództwa Garnizonu Warszawa
- Służby Kontrwywiadu i Wywiadu Wojskowego
- Komendy Głównej Żandarmerii Wojskowej
- Pozostałych instytucji wojskowych i jednostek wojskowych, znajdujących się w strefie odpowiedzialności CWT SZ

CWT SZ zapewnia wspólne funkcjonowanie stacjonarnego systemu łączności Sił Zbrojnych RP ze stacjonarnym systemem łączności państw NATO oraz organizację systemu łączności z jednostkami przebywającymi poza obszarem kraju zgodnie z ustaleniami Sztabu Generalnego WP.
W swojej strefie odpowiedzialności obsługuje: stacjonarny system łączności jawnej i niejawnej, system łączności radiowej, trankingowej i satelitarnej, sieci teleinformatyczne, wymianę kurierską do NATO, wojskową pocztę polową.

## Jednostki podległe
- Region Wsparcia Teleinformatycznego w Bydgoszczy;
- Region Wsparcia Teleinformatycznego w Krakowie;
- Region Wsparcia Teleinformatycznego w Olsztynie;
- Region Wsparcia Teleinformatycznego we Wrocławiu.

## Szefowie
- płk Ryszard Michta – (1 stycznia 2012 – 31 grudnia 2017)

## Historia
- 1944 - z wydzielonych sił i środków 3. samodzielnego pułku łączności sformowano Węzeł Łączności Sztabu Generalnego;
- W kwietniu 1945 został utworzony Centralny Węzeł Łączności Ministerstwa Wojennego;
- W sierpniu 1945 uruchomiony został Węzeł Łączności Sztabu Głównego Wojska Polskiego;
- We wrześniu 1945 powstał nowy etat Węzła Łączności Sztabu Głównego Wojska Polskiego i Ministerstwa Obrony Narodowej w strukturze samodzielnego batalionu łączności Sztabu Głównego i Ministerstwa Obrony Narodowej;
- W 1951 Węzeł Łączności przeniesiony zostaje do nowo wybudowanych obiektów przy ul. Żwirki i Wigury w Warszawie;
- W 1963 Węzeł Łączności MON został rozformowany, a na jego bazie sformowano 1 Brygadę Łączności MON oraz Pomocnicze Węzły Łączności nr 2 w Legionowie i nr 3 w Wesołej;
- W 1967 1 Brygadę Łączności rozformowano, a na jej bazie utworzono dwa węzły łączności i dwa bataliony łączności;
- 1 stycznia 1999 na podstawie zarządzenia szefa Sztabu Gen. WP Nr 076/org. z dnia 5 czerwca 1998, rozpoczął funkcjonować Centralny Węzeł Łączności Ministerstwa Obrony Narodowej;
- Decyzją nr 141/MON Ministra Obrony Narodowej z dnia 29 lipca 1999r. wprowadzono proporczyk na beret, odznakę pamiątkową oraz odznakę rozpoznawczą Centralnego Węzła Łączności MON;
- Decyzją nr 93/MON Ministra Obrony Narodowej z dnia 11 kwietnia 2005 ustanowiono doroczne święto CWŁ MON na dzień 5 czerwca[2];
- 18 stycznia 1999 roku patronem CWŁ MON został płk prof. Kazimierz Drewnowski[3];

Centrum Wsparcia Teleinformatycznego Sił Zbrojnych powstało 1 czerwca 2011 na bazie rozformowanego Centralnego Węzła Łączności MON.

### Wyróżnienia
- 1966 – Odznaka 1000-lecia Państwa Polskiego;
- 1978 – złota Odznaka za zasługi dla Warszawy;
- 1990 – medal "Za Wybitne Osiągnięcia w Służbie Wojskowej";
- 1997 i 2005 – Znak Honorowy Sił Zbrojnych Rzeczypospolitej Polskiej.
- 2014 - wpis do Kroniki Wojska Polskiego za szczególne osiągnięcia w działalności służbowej

### Tradycje
- Decyzją nr 496/MON Ministra Obrony Narodowej z dnia 20 grudnia 2011 ustalono, że: Centrum Wsparcia Teleinformatycznego Sił Zbrojnych w Warszawie
  - Przyjmuje i z honorem kultywuje dziedzictwo tradycji:
    - 3 Samodzielnego Pułku Łączności (1944–1945);
    - Węzła Łączności Ministerstwa Obrony Narodowej i Sztabu Generalnego (1945–1967);
    - Węzła Łączności nr 2 – JW 3211 (1967–1999);
    - Centralnego Węzła Łączności Ministerstwa Obrony Narodowej (1999–2011);

  - Przyjmuje imię płk. prof. inż. Kazimierza Drewnowskiego;
  - Ustanowiono doroczne święto Centrum na dzień 5 czerwca.

Insygnia
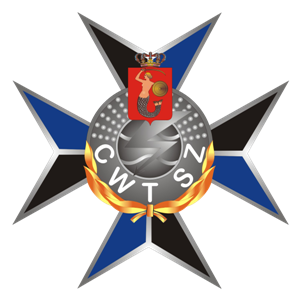
Odznaka pamiątkowa
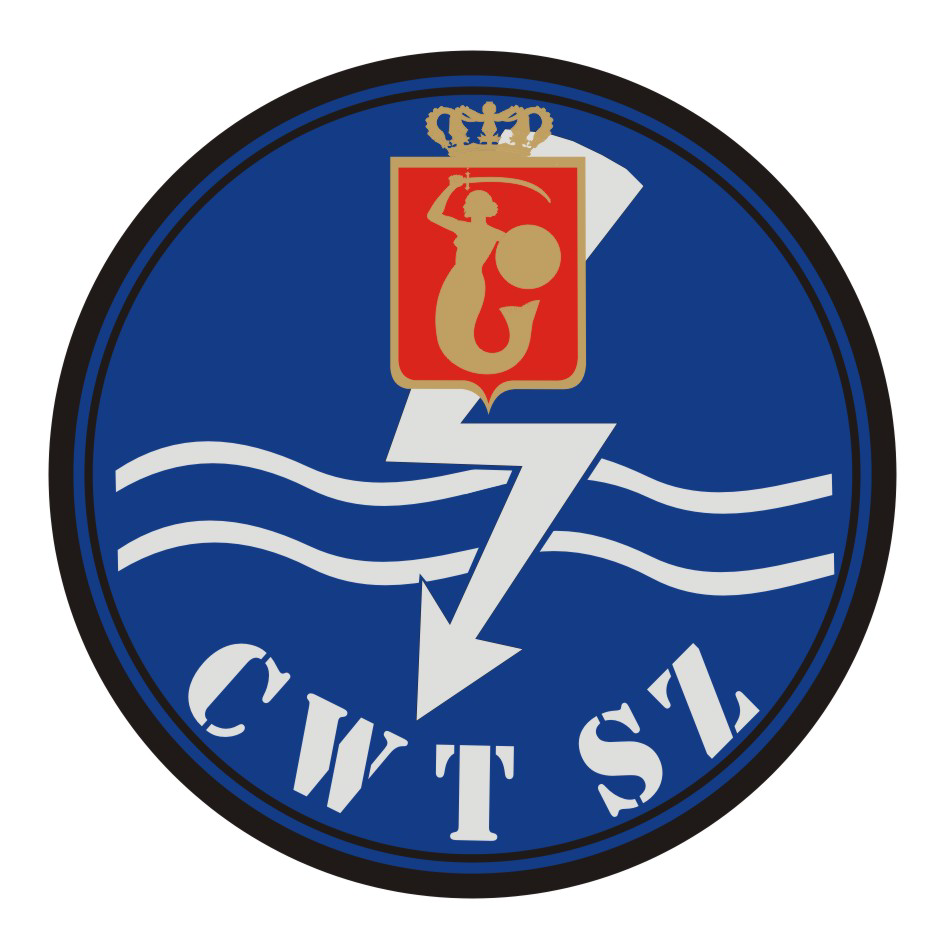
Oznaka rozpoznawcza na mundur wyjściowy
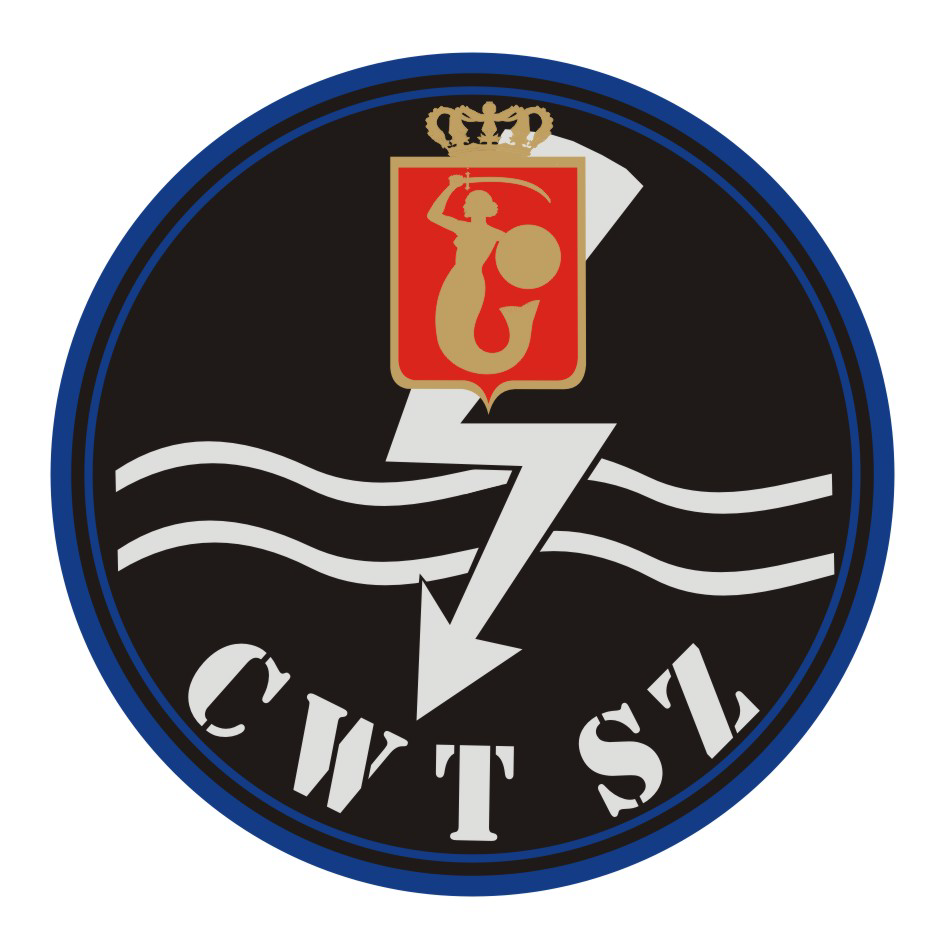
Oznaka rozpoznawcza na mundur polowy
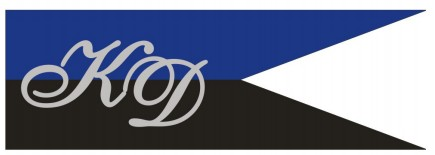
Proporczyk na beret